# 阮玉莊靜
和美公主阮玉莊靜（越南语：／；1825年10月1日—1847年3月19日），字若香（越南语：／），號蕙畹（越南语：／），越南阮朝明命帝第二十二女，生母婕妤黎氏愛。

## 生平
明命六年八月二十日（1825年10月1日），阮玉莊靜在順化皇城出生。莊靜少時端靜守禮，宮人稱讚她人如其名。她孝順母親，很得母親寵愛。紹治七年二月三日（1847年3月19日），莊靜去世，享年二十三歲。紹治帝追贈為和美公主，諡嘉淑。葬於承天府香水縣居正總楊春社。嗣德二十年（1867年），列祀展親祠。咸宜元年（1885年）秋，合祀親勳祠。